# Caractères de Daniel
Les caractères de Daniel,,, (arménien : Դանիելյան նշանագրեր) sont un alphabet qui aurait été découvert ou aurait été en possession de l'évêque syrien Daniel, à la fin du IVe siècle ou dans les premières années du Ve siècle. Introduit en Arménie en 404 sur l'ordre du roi Vram Châhpouh, il aurait été abandonné au bout de deux ans, n'étant pas en mesure de transcrire de manière adéquate la langue arménienne de l'époque.

## Historique
Deux sources historiques, la Vie de Machtots, de Korioun, et l'Histoire de l'Arménie de Moïse de Khorène, mentionnent ces caractères. Elles les présentent comme un ancien alphabet arménien, retrouvé à la lisière des IVe et Ve siècles par l'évêque syrien Daniel.
Cet alphabet fut introduit en Arménie dans les premières années du Ve siècle, en 404, sur instruction du roi arménien Vram Châhpouh, après un séjour en Mésopotamie pour réprimer des troubles liés à la condamnation de Jean Chrysostome par Flavius Arcadius. Mesrop Machtots et le catholicos Sahak Ier Parthev, qui souhaitaient y avoir recours pour traduire la Bible en arménien, y renoncent après probablement 2 ans d'utilisation, parce qu'il ne permettait pas d'écrire tous les phonèmes de la langue arménienne.
Machtots se rendit ensuite dans le nord de la Mésopotamie pour élaborer en 405 et 406 l'alphabet arménien moderne.

## Sources
Les récits de Korioun et de Khorentsi sont les suivants :

« Et après avoir passé beaucoup de jours là-bas à s'occuper de cela, il arriva chez le saint catholicos de Grande-Arménie, nommé Sahak, qui a souscrit à ses pensées et exprima sa volonté de l'aider dans ses démarches. Et en parfait accord, ils s'empressèrent d'offrir des prières ferventes à Dieu, afin que le salut de Christ parvienne à tous. Et ils le firent pendant plusieurs jours.
Puis, grâce à Dieu tout-puissant, un conseil des frères bienheureux et soucieux du pays fut convoqué afin de créer un alphabet pour le peuple arménien.
Ils firent de nombreuses recherches et études et rencontrèrent de grandes difficultés, puis ils informèrent de ces travaux sans fin le roi Vram Châhpouh d'Arménie.
Puis le roi leur parla d'un certain Syrien, un évêque du nom de Daniel, qui avait soudainement retrouvé les lettres de l'alphabet en arménien. Et quand le roi a parlé de cette découverte, ils le persuadèrent de chercher cet alphabet. Puis le roi envoya un certain Vagrich avec un scribe royal auprès d'un certain juif Abel, proche de l'évêque syrien, Daniel.
Après avoir appris cette demande, Abel se rendit immédiatement auprès de Daniel et après l'avoir interrogé sur ces lettres, les lui prenant, il les envoya au roi d'Arménie Vram Châhpouh. Et Vagrich lui apporta la cinquième année de son règne. Et le roi, ayant reçu des lettres d'Abel, ainsi que saint Sahak et Mashtots, en furent très heureux.
Ensuite, les sages bienheureux, prenant les lettres ainsi trouvées, ont demandé au roi de pouvoir les utiliser. Et quand beaucoup d’entre eux les eurent apprises, le roi ordonna d’enseigner partout avec elles. Ainsi, le bienheureux Machtos reçu le beau titre de vardapet. Pendant environ deux ans, il enseigna et fit des leçons avec ces lettres.
Mais s’il s’avéra que ces lettres ne suffisaient pas à exprimer les sons syllabiques de la langue arménienne, ces lettres étant ensevelies sous d’autres écrits et ressuscitées à l’époque, ils recommencèrent à se préoccuper de la même chose [la création d'un alphabet] et à chercher un moyen de le faire. »

— Kourion, Vie de Machtots, 6

« À cette époque, Arcatus tomba malade et à Byzance, à cause de Jean le Grand, de grands troubles et incendies eurent lieu. L’État grec plongea dans les troubles, les troupes se battirent entre elles et avec les Perses. Alors, Vram a ordonné à notre roi, Vram Châhpouh, de descendre en Mésopotamie, de rétablir l’ordre et de juger les responsables des deux camps. Il alla tout mettre en ordre, mais éprouva des difficultés considérables à cause de son secrétaire, car depuis que Mesrop avait quitté la cour royale, il n'y avait pas eu un seul scribe expérimenté, car les lettres persanes étaient utilisées. A cette occasion, un certain prêtre nommé Abel se présenta devant le roi et promit d'obtenir de son ami l'évêque Daniel des lettres adaptées pour écrire en arménien. Le roi n'y prêta aucune attention mais, arrivé en Arménie, tous les évêques rassemblés à Sahak le Grand et à Mesrop s'efforçaient d'inventer l'écriture arménienne, ce qui avait été rapporté au roi, et il leur répétait les mots du moine. En entendant, ils lui demandèrent de faire cette chose si importante. Par conséquent, il a envoya comme un héraut un des hommes honorables de notre pays, un proche du clan Haduni, nommé Vahrich. Partis ensemble, ils obtinrent de Daniel une série de lettres inscrites dans l’antiquité, rangées dans l’ordre du grec et les remirent au retour à Sahak et à Mesrop. Ceux-ci, les apprenant et essayant de les enseigner à plusieurs élèves, en vinrent à la conclusion que ces lettres reçues en don, ne suffisaient pas pour l'expression exacte des sons prononcés en arménien. »

— Khorenatsi, Histoire de l'Arménie, vol. III, chap. 52-53

## Travaux critiques
Les opinions des historiens sont partagées sur l'origine des caractères de Daniel. Dans une étude faite en 1892, I. Aruotiounian fait l'hypothèse que les caractères de Daniel sont la preuve de l’existence d'un alphabet propre aux anciens Arméniens, à l’époque païenne. Dans un article sur la question de la littérature arménienne d'avant Machtots, G. A. Abramian soutient cette même position, en citant différentes sources historiques.
Leo et G. Atcharian rejettent l'idée de l'existence d'une écriture arménienne antérieure à Machtots. Joseph Marquart (1864-1930), arménologue allemand, considère qu'il est possible que des écrits commémoratifs et des traductions aient pu être faits à l'époque avec les caractères de Daniel, ce que réfute Manouk Abeguian (ru). Hratchia Adjarian soutient que les caractères de Daniel sont une version obsolète de l'alphabet araméen et qu'une confusion a été faite en raison de la similitude des mots arménien et araméen.
A. Matevossian pense que cet alphabet était l'une des variantes d'un alphabet grec proche du phénicien.
Certains chercheurs modernes considèrent qu'il est probable que les caractères de Daniel aient été basés sur une écriture sémitique dans laquelle les voyelles n'étaient pas clairement notées. Les caractères de Daniel, à leur avis, ne pouvaient exprimer la riche structure consonantique de la langue arménienne, ainsi que certaines de ses voyelles, ce qui explique que Mesrop Mashtots ait accompli son expédition en Mésopotamie pour créer un alphabet à part entière.
Selon l'Encyclopédie orthodoxe (ru), les caractères de Daniel sont la version la plus ancienne de l'alphabet arménien.